# Lužice u Mostu
Lužice (deutsch Luschitz) ist eine Gemeinde  im Okres Most in Tschechien.

## Geschichte
Schriftlich erwähnt ist der Bau der ersten Kirche im Jahr 1352.

## Ortsteil
Die Gemeinde Lužice besteht aus den Ortsteilen Lužice (Luschitz) und Svinčice (Schwindschitz). Das Gemeindegebiet gliedert sich in die Katastralbezirke Lužice u Mostu und Svinčice.

## Sehenswürdigkeiten
- Pseudogotische Kirche aus dem Jahr 1877 mit einem Turm über dem Hauptportal; sie ist seit 1998 ein Nationales Kulturdenkmal.